# Epirus (region)
Epirus är en av Greklands tretton administrativa regioner, och utgör den södra delen av den historiska regionen Epirus. Det uppdelas i de fyra prefekturerna Nomós Ártas, Nomós Ioannínon, Preveza och Thesprotia. Regionen gränsar i öst till regionerna Västra Makedonien och Thessalien och i söder till Artabukten och regionen Västra Grekland. I väst möter regionen Joniska havet och de joniska öarna och i norr Albanien. 
Regionen har en area på 9 200 km² och en befolkning på 350 000. Huvudort och största stad är Ioannina med omkring 100 000 invånare. Befolkningen är idag nästan uteslutande grekisktalande och räknar sig till grekisk-ortodoxa kyrkan. Det finns små albanska och romska minoriteter. Den albanska minoriteten i den grekiska provinsen har varit betydligt större men förflyttades under och efter andra världskriget och under det grekiska inbördeskriget.
Epirus är en av Greklands fattigaste regioner. Jordbruket består till stora delar av tobaksodling kring Ioannina, mjölk- och fisknäring. Huvuddelen av all mat måste dock importeras. Regionen har få naturtillgångar och liten utvecklad industri och har kontinuerligt avfolkats sedan 1800-talet. Idag är befolkningen främst koncentrerad kring Ioannina. De inkomster som turistindustrin givit övriga Grekland har inte kommit Epirus tillgodo.